# Rotemyr
Rotemyr är en sjö i Lysekils kommun i Bohuslän och ingår i Örekilsälven-Strömsåns kustområde.